# Мартынова, Антонина Стефановна
Антонина Серафимовна Мартынова (10 мая 1911 — 22 мая 2005) — передовик советского сельского хозяйства, бригадир колхоза «Новый мир» Старооскольского района Белгородской области, Герой Социалистического Труда (1966).

## Биография
Родилась в 1911 году в слободе Казацкая (ныне — в черте Старого Оскола).
С 12 лет работала по найму в хозяйстве. С 1929 года трудилась в местном колхозе, работала звеньевой. С 1943 года стала руководить бригадой в колхозе "Новый мир".
Добивалась высоких результатов в производстве. Бригада получала рекордные урожаи: по 447 центнеров сахарной свёклы с каждого гектара, по 42,6 центнера зерновых. В 1955 году была участницей выставки достижения народного хозяйства.
Указом Президиума Верховного Совета СССР от 23 июня 1966 года за получение высоких результатов в сельском хозяйстве и рекордные показатели в уборке урожая Антонине Серафимовне Мартыновой было присвоено звание Героя Социалистического Труда с вручением ордена Ленина и медали «Серп и Молот».
Позже продолжала трудиться в колхозе до выхода на заслуженный отдых.
Была депутатом Белгородского областного и Старооскольского районного Советов депутатов, членом Старооскольского райкома КПСС.
Умерла 22 мая 2005 года.

## Награды
За трудовые успехи была удостоена:
- золотая звезда «Серп и Молот» (23.06.1966)
- два ордена Ленина (1947, 23.06.1966)
- Орден Трудового Красного Знамени (1949)
- другие медали.